# قلعة الرمادي (بني العوام)

تعديل مصدري - تعديل

قلعة الرمادي هي إحدى قرى عزلة ردمان بمديرية بني العوام التابعة لمحافظة حجة، بلغ تعداد سكانها 157 نسمة حسب تعداد اليمن لعام 2004.